# Max Schindler

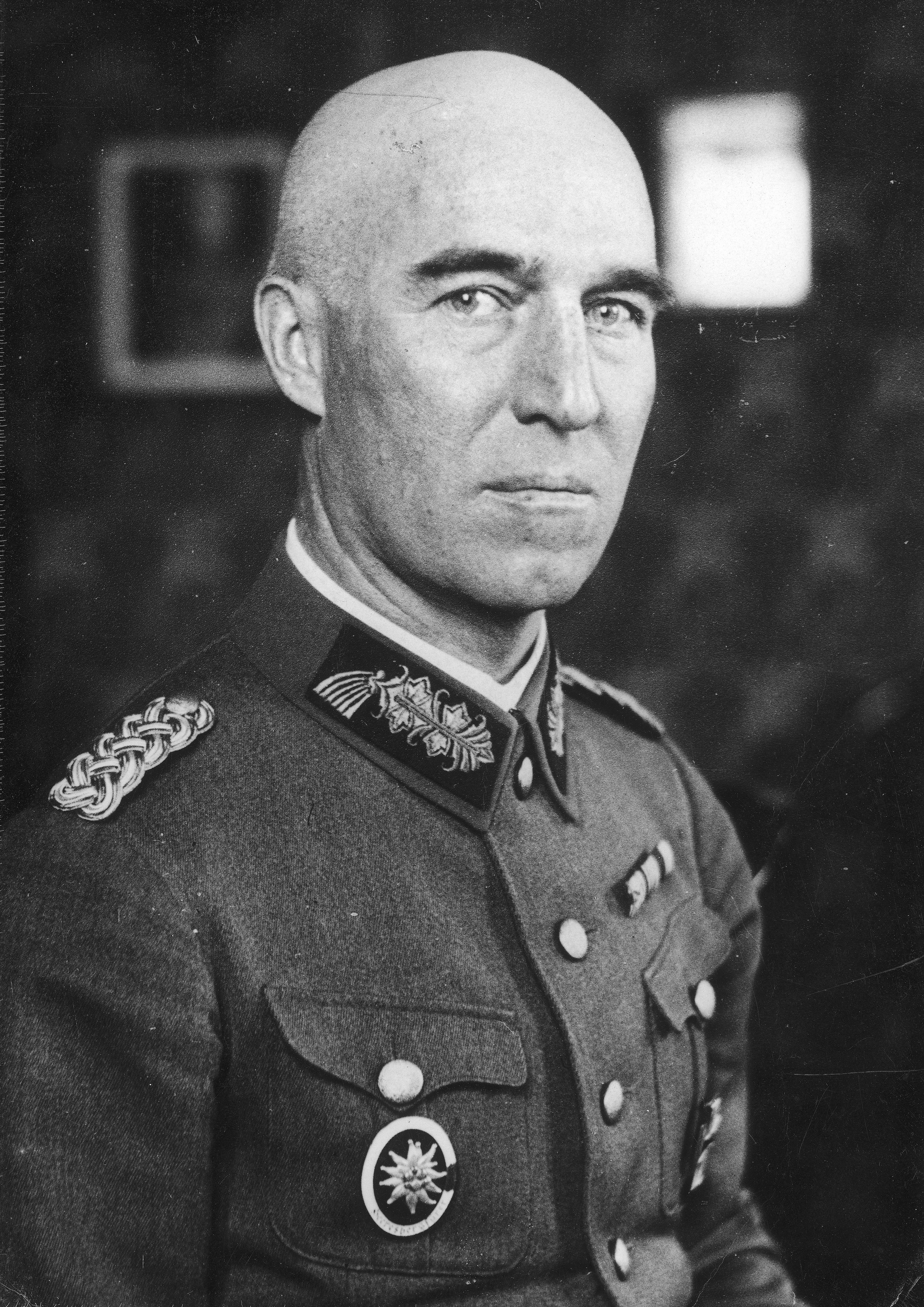
Max Schindler (1933)

Max Joseph Schindler (* 11. Dezember 1880 in München; † 15. Januar 1963 ebenda) war ein deutscher Generalleutnant des Heeres im Zweiten Weltkrieg.

## Leben

### Familie
Schindler war der Sohn eines praktischen Arztes. Er verheiratete sich 1909 mit Sophie Haas.

### Militärkarriere
Nach der Absolvierung eines Humanistischen Gymnasiums trat Schindler am 14. Juli 1900 als Fahnenjunker in das 1. Infanterie-Regiment „König“ der Bayerischen Armee ein. Nach dem erfolgreichen Besuch der Kriegsschule wurde er am 28. Oktober 1902 zum Leutnant befördert. Von 1907/08 diente Schindler bei Bezirkskommando Rosenheim und kehrte anschließend wieder zu seinem Regiment zurück. Von 1911 bis 1914 absolvierte er die Kriegsakademie, die ihm die Qualifikation für die Höhere Adjutantur, den Militär-Eisenbahndienst und das Lehrfach (Taktik), sowie bedingt für den Generalstab aussprach.
Mit Beginn des Ersten Weltkriegs kam Schindler als Verpflegungsoffizier zum Generalkommando des I. Armee-Korps, wurde in dieser Funktion zum Hauptmann befördert und kam in Lothringen und Frankreich zum Einsatz. 1915 wurde er zur 11. Division versetzt, wo er als Ordonnanzoffizier die Kämpfe in Polen und Serbien mitmachte. 1916 kehrte er zum Generalkommando des I. Armee-Korps an die Westfront zurück und war dort als Generalstabsoffizier. Im weiteren Verlauf des Krieges hatte er weitere Stabsverwendungen, zuletzt im Generalstab der 36. Reserve-Division. Für seine Leistungen wurde Schindler mit dem Militärverdienstorden IV. Klasse mit Schwertern, dem Bremer Hanseatenkreuz, dem Verwundetenabzeichen in Schwarz sowie den beiden Klassen des Eisernen Kreuzes ausgezeichnet.
Nach Kriegsende wurde Schindler in die Vorläufige Reichswehr übernommen und als Generalstabsoffizier der Reichswehr-Schützen-Brigade 21 zugeteilt. Im Zuge der weiteren Verringerung der Reichswehr kam er dann in den Bataillonsstab des 19. (Bayerisches) Infanterie-Regiments. Von dort erfolgte seine Versetzung nach Berlin in die Heeres-Statistische Abteilung (T 3) des Reichswehrministeriums sowie seine Beförderung zum Major am 1. Juli 1921. Innerhalb des Ministeriums wechselte er Ende 1926 in die Völkerbunds-Abteilung (Gruppe Heer) (VH). Als Oberstleutnant (seit 1. Februar 1927) versetzte man ihn dann nach Kempten, wo Schindler das III. Bataillon des 19. (Bayerisches) Infanterie-Regiments übernahm. Mit der Beförderung zum Oberst am 1. Februar 1930 stieg Schindler zum Regimentskommandeur auf. Am 1. Dezember 1932 wurde Schindler zum Generalmajor befördert.
Von April 1933 bis September 1935 fungierte er als Militärattaché in Warschau an der deutschen Gesandtschaft in Polen, wo er am 1. Februar 1934 zum Generalleutnant befördert wurde. Dabei waren ihm zugleich auch die Aufgaben für den Marineattaché ohne Notifizierung übertragen worden. Anfang 1935 übernahm er noch die Aufgaben des Luftattache, bevor er Ende des Jahres als Militärberater in der Republik Türkei, die damals von Atatürk regiert und reformiert wurde, wechselte. Sein Nachfolger wurde Bogislav von Studnitz (1888–1943), der ebenfalls als Militär- und Luftattache notifiziert wurde.
Nach dem Beginn des Zweiten Weltkriegs wurde er im November 1939 zum Rüstungsinspekteur Oberost ernannt; im Dezember 1939 übernahm er die Munitionsfabrik Państwowa Fabryka Amunicji „MESKO“ in Skarżysko-Kamienna (Polen).
Während seiner dortigen Dienstzeit bis 1941 kam es zu Massenerschießungen von jüdischen Zwangsarbeitern. 1941 stieg Schindler zum Rüstungsinspekteur Krakau auf, dessen Funktion Schindler bis Sommer 1944 innehatte.
In dieser Zeit fanden auch die Transporte in die Vernichtungslager Belzec, Sobibor und Treblinka statt, die im Zuge der Aktion Reinhardt, der Ermordung von über zwei Millionen Juden sowie rund 50.000 Roma aus den fünf Distrikten des Generalgouvernements, errichtet worden waren.
Am 24. Juni 1944 erhielt Schindler in dieser Position das Ritterkreuz des Kriegsverdienstkreuzes mit Schwertern verliehen. Zum 31. August 1944 wurde Schindler in das Reichsministerium für Rüstung und Kriegsproduktion kommandiert, wo er als Inspekteur für Räumungsfragen fungierte. Vom 1. September 1944 bis zum Kriegsende war er „Rüstungsbeauftragter West“ in Bad Ems.